# Prêmio Superar 2012
Prêmio Superar 2012 foi a primeira edição do Prêmio Superar, que homenageia grandes figuras esportivas do país que se destacaram naquele ano.
A cerimônia de premiação foi realizada no dia 10 de dezembro de 2012, no hotel Windsor da Barra da Tijuca, no Rio de Janeiro.

## Indicados
Melhor atleta olímpico
- Artur Zanetti – medalha de ouro nas argolas na ginástica nos Jogos de Londres 2012
- Esquiva Falcão – medalha de prata no boxe nos Jogos de Londres 2012
- Fabi – medalha de ouro no vôlei feminino nos Jogos de Londres 2012
- Iane Marques – medalha de bronze no pentatlo moderno nos Jogos de Londres 2012
- Sarah Menezes – medalha de ouro no judô nos Jogos de Londres 2012

Melhor atleta paraolímpico
- Alan Fonteles – medalha de ouro nos Jogos de Londres 2012 (vitória sobre o lendário Oscar Pistorius nos 200m rasos)
- Daniel Dias – seis medalhas de ouros na natação nos Jogos de Londres 2012
- Dirceu Pinto – duas medalhas de ouro na bocha nos Jogos de Londres 2012
- Terezinha Guilhermina – duas medalhas de ouros no atletismo (100m e 200m rasos), nos Jogos de Londres 2012
- Tito Sena – medalha de ouro na maratona dos Jogos de Londres 2012

Melhor equipe olímpica
- Basquete masculino – quinta colocação nos Jogos de Londres 2012
- Emanuel e Alison – medalha de prata no vôlei de praia nos Jogos de Londres 2012
- Handebol feminino – quinta colocação nos Jogos de Londres 2012
- Vôlei feminino – medalha de ouro nos Jogos de Londres 2012
- Vôlei masculino – medalha de prata nos Jogos de Londres 2012

Melhor equipe paraolímpica
- Bocha – medalha de ouro nos Jogos de Londres 2012
- Futebol de 5 (cegos) – medalha de ouro nos Jogos de Londres 2012
- Futebol de 7 (paralisados cerebrais) – quarta colocação nos Jogos de Londres 2012
- Goalball masculino – medalha de prata nos Jogos de Londres 2012
- Vôlei sentado feminino – quinta colocação nos Jogos de Londres 2012

Melhor técnico olímpico
- Bernardinho (vôlei masculino)
- José Roberto Guimarães (vôlei feminino)
- Marcos Goto (ginástica olímpica)
- Morten Souback (handebol feminino)
- Rosicléa Campos (judô)

Melhor técnico paraolímpico
- Amauri Veríssimo – técnico de atletismo (Alan Fonteles, Terezinha Guilhermina, Lucas Prado e Yohansson Nascimento)
- Marcos Rojo – técnico individual do nadador Daniel Dias
- Ramon Pereira – técnico do Fut 5 (cegos)
- Darlan Ciesielski – técnico da bocha do Brasil
- Murilo Barreto – técnico da seleção brasileira de natação

Melhor atleta-guia
- Guilherme Santana (Terezinha – dois ouros 100 e 200m)
- Leonardo Lopes (Felipe – ouro nos 200m)
- Fábio Dias (Jhulia – bronze nos 100m)
- Laércio Martins (Lucas Prado – 2 pratas)
- Carlos “Bira” (Odair – prata nos 1.500m)

Melhor Foto
- Alan Fonteles - Fernando Maia
- Bocha - Guilherme Taboada
- Brasil x Rússia - Ivo Gonzalez
- Futebol de 5 - Saulo Cruz
- futebol de 5 Ricardinho - Marcio Rodrigues

Melhor Reportagem de TV
- ESPN - Irmão Pires - irmão ajuda deficiente a realizar o sonho de participar de um ironman
- Globo - Desafio sem limites - Fernando Fernandes salta de paraquedas
- SporTV - Esgrima em cadeira de rodas: gaúcho leva ouro em sua primeira paraolimpíada
- Record - Kaíke: o bem-humorado atleta de tênis de mesa paraolímpico
- TV Brasil - Paracanoagem

Melhor Reportagem de Veículos Impressos (jornais, revistas)
- Adriano Ribeiro - Gazeta do Povo
- Jorge Luiz Rodrigues - O Globo
- Thiago Rocha - Lance!
- Valéria Zukeran - O Estado de S. Paulo)

Melhor Reportagem de Web
- Natália da Luz - Ahe Brasil
- Túlio Moreira - Globoesporte.com
- Danilo Vital - Terra

### Vencedores
- Melhor Atleta Olímpico - Arthur Zanetti
- Melhor Atleta Paralímpico - Alan Fonteles
- Melhor Equipe Olímpica - Seleção Brasileira de Voleibol Feminino
- Melhor Equipe Paralímpica - Seleção Brasileira de Futebol de cinco Masculino
- Melhor Técnico Olímpico - José Roberto Guimarães
- Melhor Técnico Paralímpico - Amauri Veríssimo
- Melhor Atleta-Guia - Carlos Bira
- Melhor Reportagem Web - Túlio Moreira (GLOBOESPORTE.COM)[3]
- Melhor Foto - Fernando Maia
- Melhor Reportagem Impressa - Jorge Luis Rodrigues (O Globo)
- Melhor Reportagem para TV - TV Globo, com Desafio sem Limites: Fernando Fernandes salta de paraquedas

### Homenageados
As personalidades aqui destacadas foram homenageadas pelo conjunto da carreira.
- Zico - Prêmio Inspiração.[5] Escolhido porque precisou superar diversos obstáculos para brilhar nos gramados, como o físico franzino e as operações no joelho.[6]
- Ricardo Gomes - Prêmio Superação